# Isaac Cruikshank

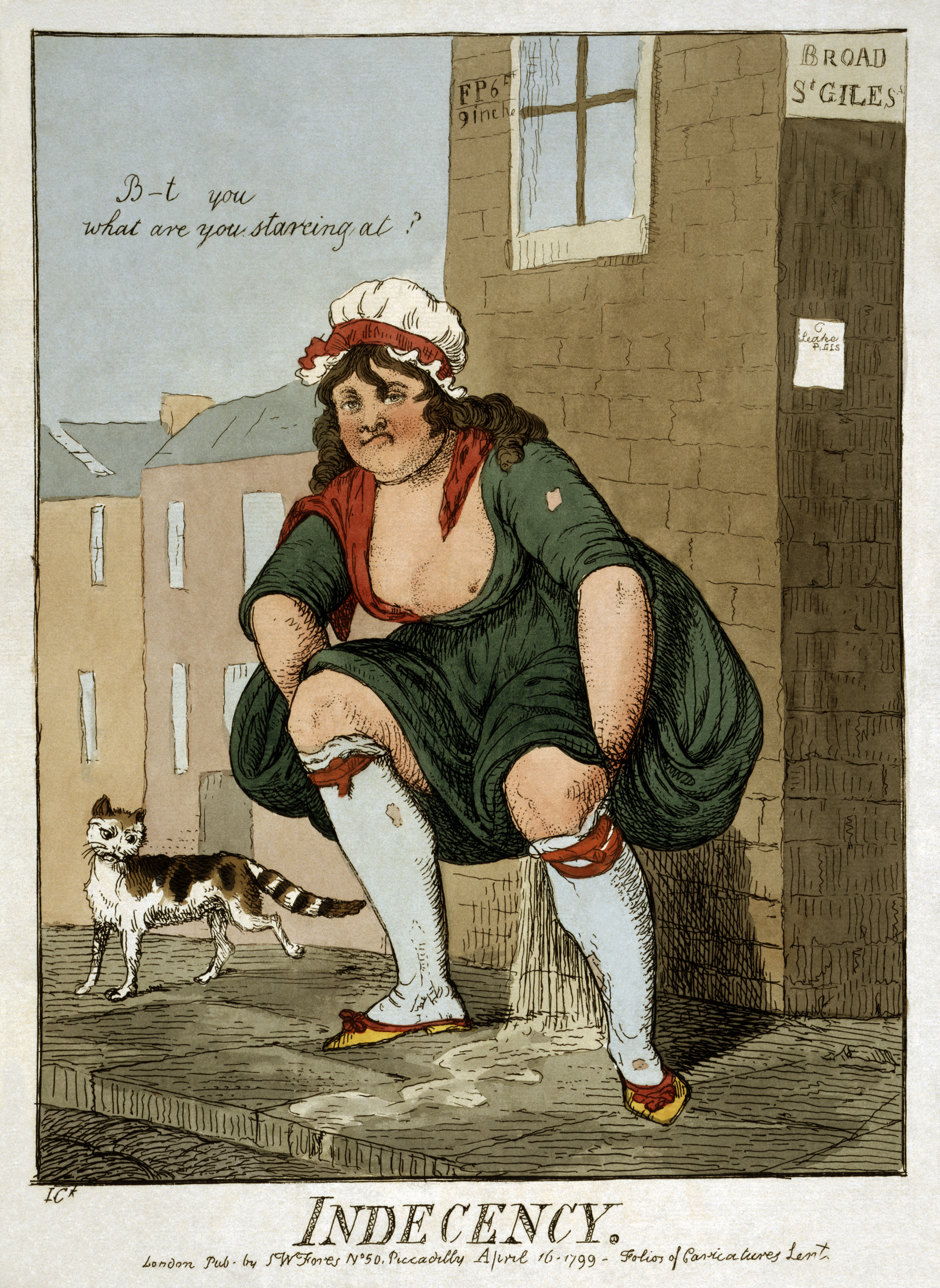
"Indecency", eine Karikatur von Isaac Cruikshank (1799)

Isaac Cruikshank (* 5. Oktober 1764 in Edinburgh; † April 1811 in London) war ein schottischer Aquarellmaler und Karikaturist. Er war der Vater der ebenfalls bekannten Künstler Robert und George Cruikshank.

## Lebenslauf
Die Eltern von Isaac Cruikshank waren Elizabeth Davidson (* ca. 1725) und Andrew Crookshanks (ca. 1725– ca. 1783), ein früherer Zollinspektor, der wegen seiner Beteiligung am Zweiten Jakobitenaufstand im Jahre 1745 entlassen worden war. Isaac Cruikshank studierte bei einem einheimischen Künstler, vermutlich John Kay (1742–1826), und reiste mit seinem Lehrer 1783 nach London. Dort heiratete er 1788 Mary MacNaughton (1769–1853); das Paar bekam fünf Kinder, von denen zwei früh starben. Eine Tochter, Margaret Eliza, war ebenfalls eine vielversprechende junge Künstlerin, starb aber im Alter von 18 Jahren.
Cruikshank erste bekannte Publikationen waren 1784 Stiche von Edinburgher „Typen“. Er selbst stellte die Druckplatten anhand seiner Bleistiftzeichnungen her, seine Frau kolorierte sie. Er illustrierte Bücher über das Theater, stellte das Titelbild des Buches  Witticisms and Jests of Dr Johnson (1791) her und illustrierte George Shaws ausführliche General Zoology (1800–1826). Seine Aquarelle wurden in der Royal Academy ausgestellt, aber Drucke und Karikaturen waren lukrativer. Dabei reagierte er auf den Zeitgeist, war aber beständig in seiner Abneigung gegen Napoleon Bonaparte und politisch Radikale. Gemeinsam mit James Gillray entwickelte er eine Figur von John Bull, die nationale Personifikation Großbritanniens.
Isaac Cruikshank war ein Zeitgenosse von James Gillray und Thomas Rowlandson und gehörte damit zum Goldenen Zeitalter der britischen Karikatur. Manche Kritiker bezeichnen sein Werk als „uneinheitlich“, aber es bietet eine lebendige Darstellung der kulturellen und politischen Themen in Großbritannien an der Wende des 18. zum 19. Jahrhundert.
Cruikshank starb im Alter von 46 Jahren. Es werden verschiedene Ursachen für seinen Tod angegeben: die Folgen eines Wettsaufens, Tuberkulose oder Grippe.
Seine Werke befinden sich heute hauptsächlich im British Museum in London, in der Huntington Library in Kalifornien und in der Houghton Library der Harvard University.